# 퓨처리언스
퓨처리언스(영어: Futurians→미래인들)는 1937년에서 1945년까지, 즉 SF의 골든에이지에 뉴욕시를 중심으로 활동했던 SF 동인이다.

## 역사
아이작 아시모프의 자서전(1979년)에 따르면 퓨처리언스는 샘 모스코비츠를 좌장으로 하는 뉴욕 광역권 사이언스픽션 클럽에서 파생된 집단이었다. 도널드 앨런 월하임을 비롯한 SF클럽 내부 좌파들이 마르크스주의적 지향을 밀어붙였는데, 모스코비츠는 이런 움직임에 저항했다. 이에 1938년 9월 월헤임과 그를 따르는 좌파들이 SF클럽에서 이탈하게 되었다. 모스코비츠를 따르는 잔류파는 퀸즈 SF클럽으로 재조직되었다.

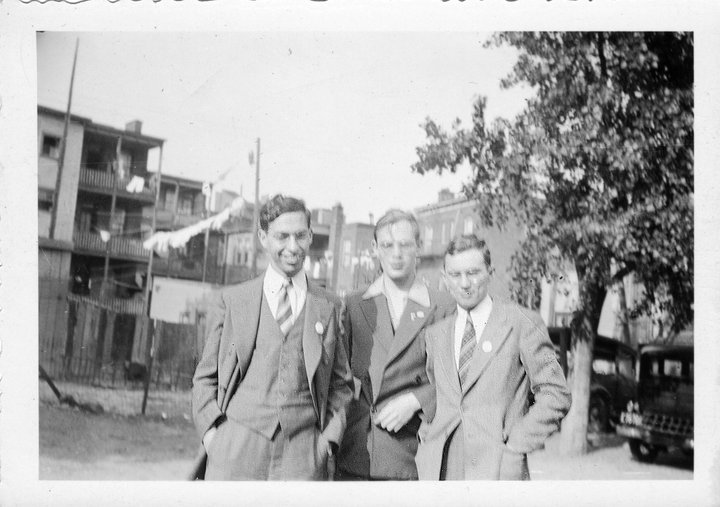
1938년의 도널드 월헤임, 프레더릭 폴, 존 미첼.

한편, 프레더릭 폴의 자서전에서는 퓨처리언스의 기원을 휴고 건스백이 1934년에 설립한 사이언스픽션 리그의 뉴욕시 지부였던 “브루클린 SF리그”로 놓고 있다. 브루클린 SF리그의 좌장은 G. G. Clark 였다. 도널드 월헤임, 존 미첼, 로버트 론데스가 브루클린 SF리그의 멤버였고, 이 셋이 프레더릭 폴과 뭉쳐서 “4거두(Quadrumvirate)”를 자칭하고 다녔다.
당시에는 1935년의 이스트뉴욕 SF리그(East New York Science Fiction League), 1936년의 인터내셔널 코스모스 사이언스 클럽(International Cosmos Science Club) 등 이런 SF 동인들이 여럿 있었는데, 퓨처리언스로 수렴되게 된다. 인터내셔널 코스모스 사이언스 클럽의 윌 시코라는 4거두와 함께했으나 결별하고 샘 모스코비츠의 퀸즈 SF리그 설립에 합류했고, 1937년 4거두가 퓨처리언스를 정식으로 출범하였다. 한편 퀸즈 SF리그는 나중에 뉴 팬덤으로 개칭하였다. 모스코비츠는 1939년 제1회 세계 SF대회를 개최하면서 퓨처리언스를 배제하였다.
퓨처리언스 동인들은 SF 및 관련 분야에서 직업적 성공을 거두려는 진지한 야망이 있었으며, 어느 정도 그 성과를 거두었다. 1940년대 초엽 미국의 SF 및 판타지 펄프잡지 중 절반 가량의 편집자가 퓨처리언스 멤버들이었다. 프레더릭 폴은 포퓰러 출판(『어스토니싱 스토리스』, 『슈퍼사이언스 스토리스』), 로버트 론데스는 콜럼비아 출판(『사이언스 픽션』, 『퓨처 픽션』)에서 일했다. 도널드 월헤임은 동료들보다 소규모인 알빙 출판이라는 곳에서 『코스믹 스토리스』, 『스티어링 사이언스 스토리스』를 편집하다 에이번 북스로 이적했다. 이런 펄프잡지 프로젝트들은 대부분 소규모 자본 사업이었으며, 대부분의 경우 다른 퓨처리언스 동인의 기고를 받아 그 글을 실어 주었다.

## 정치 성향
퓨처리언스는 태생부터 공산주의 좌파 사상에 강력한 지향을 갖고 있었다. 도널드 월헤임은 SF가 “과학적 세계국가를 실현하는 능동적 사업”의 수단이 되어야 한다고 생각했다. 월헤임만큼은 아니더라도 많은 동인 멤버들이 SF의 정치적 가능성에 일정 부분 관심을 가졌다. 월헤임, 미첼, 론데스, 코헨 등 퓨처리언스 동인들은 하워드 스콧의 기술관료제 운동에도 잠시 관심을 가졌다. 프레더릭 폴은 1936년 미국 공산당에 입당했다가 1939년 탈당했다. 주디스 메릴 등은 트로츠키주의자였다.
폴의 자서전에 따르면 월헤임은 1936년 대선에서 공화당의 앨프 랜던에게 투표했다.

## 멤버들
- 아이작 아시모프
- 엘시 발터
- 제임스 블리시
- 한네스 복
- 대니얼 버포드
- 체스터 코헨
- 로잘린드 코헨
- 해리 독와일러
- 잭 길레스피
- 버지니아 키드
- 다몬 나이트
- 키릴 콘블루스
- 메리 바이어스
- 월터 쿠빌리우스
- 데이비드 카일
- 허먼 레벤트먼
- 로버트 론데스
- 주디스 메릴
- 존 미첼
- 프레더릭 폴
- 레슬리 페리
- 잭 루빈슨
- 래리 쇼
- 리처드 윌슨
- 도널드 월헤임